# Linda Grant
Linda Grant FRSL (n. 15 februarie 1951, Liverpool, Anglia, Regatul Unit) este o romancieră și jurnalistă engleză.

## Primii ani
Linda Grant s-a născut în Liverpool. Ea a fost primul copil al lui Benny Ginsberg, un om de afaceri care producea și vindea produse cosmetice pentru păr, și al Rosei Haft; ambii ei părinți aveau origini străine – familia lui Benny avea origini polono-evreiești, iar cea a lui Rose origini rusești - și au adoptat numele de familie Grant la începutul anilor 1950.
A învățat la The Belvedere School, a studiat limba engleză la Universitatea din York (1972-1975), apoi a absolvit studii de masterat în limba engleză la Universitatea McMaster din Canada. A urmat studii postuniversitare la Simon Fraser University.

## Cariera
În 1985 Linda Grant s-a întors în Anglia și a devenit jurnalist, lucrând la ziarul The Guardian și scriind în cele din urmă timp de optsprezece luni propriul ei editorial. În 1993 a publicat prima ei carte, o lucrare de non-ficțiune intitulată Sexing the Millennium: A Political History of the Sexual Revolution. Ea a scris o carte personală de memorii despre lupta mamei ei cu demența vasculară; cartea Remind Me Who I Am, Again a fost citată într-o discuție despre îmbătrânire la emisiunea „Thinking Allowed” de la postul BBC Radio 4 în decembrie 2003.
Cărțile ei de ficțiune sunt inspirate de fundalul ei evreiesc, de istoria familiei și de istoria orașului Liverpool. Într-un interviu acordat Emmei Parker la conferința „Unsettling Women: Contemporary Women’s Writing and Diaspora” din iulie 2008 de la Universitatea din Leicester și publicat mai târziu în revista Wasafiri, Grant afirma:
„Întotdeauna mi-am dorit să-mi câștig existența ca scriitor, dar nu am putut obține un loc de muncă ca autor, așa că m-am angajat ca reporter de la un ziar local înainte de cea de-a optsprezecea aniversare. Întotdeauna am știut că mai devreme sau mai târziu, voi scrie ficțiune, deși nu m-am gândit că va fi atât de târziu. N-am scris niciun roman decât după vârsta de patruzeci de ani pentru că mi-a luat mult timp pentru a găsi o voce fictivă, care avea legătură cu faptul că sunt evreică. [...] Am încercat voci diferite și nu am găsit nimic adecvat. Am simțit că erau două moduri deschise pentru mine. Unul era să am o voce ca a lui Howard Jacobson, care este absolut încorporată într-o comunitate evreiască recunoscută, dar eu proveneam dintr-o comunitate care nu era recunoscută ca fiind evreiască. Oamenii spun: „Oh, n-am știut că au existat evrei în Liverpool”. De asemenea, crescând într-o familie din clasa de mijloc m-a făcut să mă simt marginală în cadrul vocii orașului Liverpool, care a fost întotdeauna vocea clasei muncitoare sau vocea irlandeză. Și apoi era vocea generalizată a clasei de mijloc engleze, care mi s-a părut întotdeauna ca ventrilocismul. Și nu am simțit că aș putea scrie ca un autor evreu american, precum Philip Roth, care arată cum evreii americani, la fel ca irlandezii americani și italienii americani, au contribuit la identitatea națională americană, pentru că, atunci când evreii au sosit aici, identitatea națională britanică era deja formată. De aceea, primul meu roman, The Cast Iron Shore, este despre cineva care se simte marginal. Abia când am început să scriu despre persoane marginale, care au identități problematice și probleme cu apartenența, mi-am găsit vocea.”
În noiembrie 2016 ziarul The Guardian a publicat o descriere detaliată a procesului de scriere al Lindei Grant, în care ea consemna: „ritualul meu de scriere este atât de calcificat încât aș putea fi un bătrân colonel de la un club de gentlemani: ziar netezit, ceai servit fierbinte, pantofi de culoarea corectă în oraș. Fără ansamblul obiceiurilor mele, sunt superstițios convinsă că n-aș scrie niciodată un cuvânt. Nu scriu și nu pot scrie după masa de prânz, într-o cafenea sau în orice alt loc public, inclusiv în trenuri și avioane, sau atunci când altcineva este în casă. Este un act de solitudine severă, intensă, acum distrus parțial de internet și de promisiunea înșelătoare de a găsi cu ușurință lucruri atunci când le cauți.”

## Scrieri

### Non-ficțiune
- Sexing the Millennium: A Political History of the Sexual Revolution. HarperCollins (Londra) 1993
- Remind Me Who I Am, Again Granta Books (Londra) 1998
- The People on the Street, a writer's view of Israel, Virago Press (Londra) 2006
- The Thoughtful Dresser, Virago Press (Londra) 2009

### Ficțiune
- The Cast Iron Shore, Granta Books (Londra) 1995
- When I Lived in Modern Times, Granta Books (Londra) 2000
- Still Here, Little Brown May (Londra) 2002
- The Clothes on Their Backs, Virago Press (Londra) 2008
- We Had It So Good, Virago Press (Londra) 2011
- Upstairs at the Party, Virago Press (Londra) 2014
- The Dark Circle, Virago Press (Londra) 2016[10]

## Premii
Romanul de debut al Lindei Grant, The Cast Iron Shore, a câștigat Premiul „David Higham” pentru ficțiune în anul 1996, acordat celui mai bun roman al anului. Trei ani mai târziu, cartea de non-ficțiune Remind Me Who I Am Again, a câștigat premiile Cartea Anului decernate de organizațiile caritabile Mind și Age Concern.
Al doilea roman de ficțiune, When I Lived in Modern Times, a câștigat Premiul Orange pentru ficțiune în anul 2000 și s-a aflat pe lista scurtă pentru Premiul literar Jewish Quarterly-Wingate în același an. În anul 2002, cel de-al treilea roman intitulat Still Here s-a aflat pe lista lungă pentru premiul Booker.
În 2006 Linda Grant câștigat premiul I al Lettre Ulysses Award pentru „arta reportajului”, ultimul care a fost acordat, pentru cartea de non-ficțiune despre israelieni intitulată The People on the Street: A Writer's View of Israel. The Clothes on Their Backs s-a aflat pe lista scurtă pentru premiul Booker în 2008 și a câștigat premiul The South Bank Show la categoria „Literatură”. El s-a aflat, de asemenea, pe lista lungă a Premiului Orange pentru ficțiune în același an.
În 2014, Grant a fost numită membru al Societății Regale de Literatură (FRSL).
În martie 2017 s-a anunțat că romanul The Dark Circle s-a aflat pe lista lungă a premiului Baileys Women's pentru ficțiune.

## Legături externe
- Site web oficial
- Journalisted – Articles by Linda Grant Arhivat în 4 martie 2016, la Wayback Machine.